# Mesosemia tenebricosa
Mesosemia tenebricosa är en fjärilsart som beskrevs av William Chapman Hewitson 1877. Mesosemia tenebricosa ingår i släktet Mesosemia och familjen Riodinidae. Inga underarter finns listade i Catalogue of Life.